# Andreu III d'Hongria
Andreu III d'Hongria (Venècia, vers 1265 - Buda, 1301) (en hongarès III. András), conegut com "el Venecià" (Velencei), va ser rei d'Hongria entre el 1290 i el 1301. Fill del príncep Esteve d'Hongria i net del rei Andreu II d'Hongria, va succeir al seu parent Ladislau IV d'Hongria quan aquest morí sense descendència. Al morir ell mateix sense descendència masculina, s'extingí la dinastia hongaresa dels Árpád.

## Biografia

### Accés al tron
Va néixer a Venècia durant l'exili del seu pare, el príncep Esteve d'Hongria. Esteve era un fill pòstum del rei Andreu II d'Hongria i la seva tercera esposa Beatriu d'Este. Al néixer, els germans d'Andreu havien afirmat que era un fill bastard i l'exclogueren de la línia successòria.
La mare d'Andreu era Tomasina Morosina, pertanyent a una família patrícia veneciana. Al morir el seu pare l'any 1272, quedà sota la tutela dels seus parents venecians.
A principis de 1290, el rei hongarès Ladislau IV havia estat excomunicat i gran part dels nobles i el clergat s'hi oposaven. L'aristòcrata Ivan Kőszegi i l'arquebisbe Lodomer d'Esztergom van convidar Andreu a Hongria i li oferiren la corona. Andreu va acceptar l'oferta, però de camí va ser arrestat per un noble hongarès que l'entregà al duc Albert I d'Àustria.

### Regnat
El 10 de juliol de 1290 el rei Ladislau va ser assassinat pels seus propis partidaris cumans, i la línia principal de la dinastia Árpád quedà extinta. Andreu va fugir de Viena i aconseguí arribar a Esztergom, on l'arquebisbe Lodomer el va coronar el 13 de juliol de 1290.
Com que la paternitat del seu pare ja havia estat qüestionada pels seus contemporanis, la legitimitat d'Andreu no va trigar a ser discutida. Així, el nou rei va haver de fer front a nombrosos pretendents. El rei Rodolf I d'Alemanya considerà que Hongria pertanyia al Sacre Imperi i en nomenà rei el seu fill Albert I d'Àustria. Un polonès que afirmava ser el príncep Andreu d'Eslavònia (germà del rei Ladislau) també reclamava el tron, i finalment l'abril de 1291 la vídua del rei Ladislau, Maria d'Hongria, va presentar la seva candidatura. Maria s'havia casat en segones núpcies amb el rei Carles II de Nàpols i a la mort d'ella el seu fill Carles Martell d'Anjou-Sicília heretà la pretensió al tron.
Tot i obtenir victòries contra el fals príncep Andreu o el duc Albert, Andreu mai va aconseguir establir el control del regne, que estava en mans del poder dels barons locals. Tampoc no va ser capaç de tenir un hereu a la corona en els seus dos matrimonis.
A la seva mort s'extingí la Dinastia Árpád. Després d'un període d'interregne, el fill de Carles Martell Carles Robert I d'Hongria va succeir-lo tot inaugurant la dinastia franco-italiana dels Anjou.

## Família

### Avantpassats
|  |                                   |  |  |  |  |  |  |  |  |  |  |  |  |  |  |  |
|  | 16. Géza II d'Hongria             |  |  |  |  |  |  |  |  |  |  |  |  |  |  |  |
|  |                                   |  |  |  |  |  |  |  |  |  |  |  |  |  |  |  |
|  |                                   |  |  |  |  |  |  |  |  |  |  |  |  |  |  |  |
|  | 8. Béla III d'Hongria             |  |  |  |  |  |  |  |  |  |  |  |  |  |  |  |
|  |                                   |  |  |  |  |  |  |  |  |  |  |  |  |  |  |  |
|  |                                   |  |  |  |  |  |  |  |  |  |  |  |  |  |  |  |
|  | 17. Eufrosina de Kíev             |  |  |  |  |  |  |  |  |  |  |  |  |  |  |  |
|  |                                   |  |  |  |  |  |  |  |  |  |  |  |  |  |  |  |
|  |                                   |  |  |  |  |  |  |  |  |  |  |  |  |  |  |  |
|  | 4. Andreu II d'Hongria            |  |  |  |  |  |  |  |  |  |  |  |  |  |  |  |
|  |                                   |  |  |  |  |  |  |  |  |  |  |  |  |  |  |  |
|  |                                   |  |  |  |  |  |  |  |  |  |  |  |  |  |  |  |
|  | 18. Reinald de Châtillon          |  |  |  |  |  |  |  |  |  |  |  |  |  |  |  |
|  |                                   |  |  |  |  |  |  |  |  |  |  |  |  |  |  |  |
|  |                                   |  |  |  |  |  |  |  |  |  |  |  |  |  |  |  |
|  | 9. Agnès d'Antioquia              |  |  |  |  |  |  |  |  |  |  |  |  |  |  |  |
|  |                                   |  |  |  |  |  |  |  |  |  |  |  |  |  |  |  |
|  |                                   |  |  |  |  |  |  |  |  |  |  |  |  |  |  |  |
|  | 19. Constança d'Antioquia         |  |  |  |  |  |  |  |  |  |  |  |  |  |  |  |
|  |                                   |  |  |  |  |  |  |  |  |  |  |  |  |  |  |  |
|  |                                   |  |  |  |  |  |  |  |  |  |  |  |  |  |  |  |
|  | 2. Duc Esteve d'Hongria           |  |  |  |  |  |  |  |  |  |  |  |  |  |  |  |
|  |                                   |  |  |  |  |  |  |  |  |  |  |  |  |  |  |  |
|  |                                   |  |  |  |  |  |  |  |  |  |  |  |  |  |  |  |
|  | 20. Marquès Azzo VI d'Este        |  |  |  |  |  |  |  |  |  |  |  |  |  |  |  |
|  |                                   |  |  |  |  |  |  |  |  |  |  |  |  |  |  |  |
|  |                                   |  |  |  |  |  |  |  |  |  |  |  |  |  |  |  |
|  | 10. Marquès Aldobrandino I d'Este |  |  |  |  |  |  |  |  |  |  |  |  |  |  |  |
|  |                                   |  |  |  |  |  |  |  |  |  |  |  |  |  |  |  |
|  |                                   |  |  |  |  |  |  |  |  |  |  |  |  |  |  |  |
|  | 21. Alícia de Châtillon           |  |  |  |  |  |  |  |  |  |  |  |  |  |  |  |
|  |                                   |  |  |  |  |  |  |  |  |  |  |  |  |  |  |  |
|  |                                   |  |  |  |  |  |  |  |  |  |  |  |  |  |  |  |
|  | 5. Beatriu d'Este                 |  |  |  |  |  |  |  |  |  |  |  |  |  |  |  |
|  |                                   |  |  |  |  |  |  |  |  |  |  |  |  |  |  |  |
|  |                                   |  |  |  |  |  |  |  |  |  |  |  |  |  |  |  |
|  | 1. Andreu III d'Hongria           |  |  |  |  |  |  |  |  |  |  |  |  |  |  |  |
|  |                                   |  |  |  |  |  |  |  |  |  |  |  |  |  |  |  |
|  |                                   |  |  |  |  |  |  |  |  |  |  |  |  |  |  |  |
|  | 6. Michele Sbarra Morosini        |  |  |  |  |  |  |  |  |  |  |  |  |  |  |  |
|  |                                   |  |  |  |  |  |  |  |  |  |  |  |  |  |  |  |
|  |                                   |  |  |  |  |  |  |  |  |  |  |  |  |  |  |  |
|  | 3. Tomasina Morosini              |  |  |  |  |  |  |  |  |  |  |  |  |  |  |  |
|  |                                   |  |  |  |  |  |  |  |  |  |  |  |  |  |  |  |
|  |                                   |  |  |  |  |  |  |  |  |  |  |  |  |  |  |  |

### Núpcies i descendents
L'any 1290 es casà amb Fenenna de Kujàvia (v. 1276 - v. 1295), filla del príncep Ziemomysł de Kujàvia. Tingueren una única filla:
- Elisabet (1292-1338), esdevindria monja al monestir dominicà de Töss, Suïssa.

El 13 de febrer de 1296 Andreu es casà en segones núpcies amb Agnès d'Àustria (1281-1365), filla del duc Albert I d'Àustria. No tingueren descendència.